# Coupe de Serbie masculine de water-polo
La coupe de Serbie de water-polo masculin est une compétition annuelle serbe de water-polo masculin.

## Compétition
Au début des années 2010, elle se déroule en deux phases : les huit équipes participantes sont réparties en deux groupes avec matches aller et retour d'octobre à décembre. Les deux premiers de chaque groupe se qualifient pour une finale à quatre jouée un week-end de décembre.

## Palmarès
- 2006/07 : Vaterpolo klub Partizan (Belgrade)
- 2007/08 : Vaterpolo klub Partizan (Belgrade)
- 2008/09 : Vaterpolo klub Partizan (Belgrade)
- 2009/10 : Vaterpolo klub Partizan (Belgrade)[1]
- 2010/11 : Vaterpolo klub Partizan (Belgrade)
- 2011/12 : Vaterpolo klub Partizan (Belgrade)
- 2012/13 : Vaterpolo klub Crvena zvezda (Belgrade)
- 2013/14 : Vaterpolo klub Crvena zvezda (Belgrade)
- 2014/15 : Vaterpolo klub Radnički (Kragujevac)
- 2015/16 : Vaterpolo klub Partizan (Belgrade)
- 2016/17 : Vaterpolo klub Partizan (Belgrade)
- 2017/18 : Vaterpolo klub Partizan (Belgrade)